# Ferdinand Rosenkranz
Ferdinand Rosenkranz (geboren 7. Januar 1853 in Dresden; gestorben 25. Februar 1916 in Halle an der Saale) war ein deutscher Uhrmacher und Schriftleiter des Allgemeinen Journals der Uhrmacherkunst.

## Leben
Ferdinand Rosenkranz wurde 1853 als ältester Sohn des Baugewerken K. Rosenkranz in Dresden geboren. Nach dem Besuch der Realschule in seiner Heimatstadt durchlief er eine Lehre bei dem Dresdner Hof- und Ratsuhrmacher Johannes Ruoff, bei dem er auch noch eine Zeit lang als Gehilfe arbeitete.
Nachdem Rosenkranz einige Male als Mitarbeiter der im Leipziger Verlag von Hermann Schlag erschienenen Zeitschrift Allgemeines Journal der Uhrmacherkunst gewirkt hatte, übersiedelte Rosenkranz am 14. Juli 1879 nach Leipzig, um dort die Schriftleitung der Fachpublikation zu übernehmen. Erstmals in der Ausgabe vom 19. Juli 1879 zeichnete er als verantwortlicher Redakteur des Blattes.
Am 1. Juni 1885 verkaufte Schlag das Fachblatt an Rosenkranz und „Kunath“; kurz darauf ging Rosenkranz am 10. September des Jahres den Bund der Ehe ein, dem ein Sohn entspross.
1887 erwarb Wilhelm Knapp das Allgemeine Journal ... den beiden Eigentümern ab, jedoch unter der ausdrücklichen Bedingung, dass Rosenkranz weiterhin die Zeitschrift redigiere – eine Zusage, die Rosenkranz zeitlebens einhielt.
Nachdem es im Folgejahr 1888 zwischen dem Zentralverband der Deutschen Uhrmacher mit dem Verleger der Deutschen Uhrmacher-Zeitung, Reinhold Stäckel, zu einem Zerwürfnis kam, entzog Stäckel dem Zentralverband seine Zeitung als Verbandsorgan. Daraufhin trat Rosenkranz mit dem Verbandsvorsitzenden August Engelbrecht in Verhandlungen mit dem Erfolg, dass der Verband nun das von Rosenkranz redigierte Allgemeine Journal der Uhrmachkunst als Verbandsorgan mitbenutzte.
Rosenkranz fertigte ungezählte Zeichnungen und Berechnungen für den Bau von Chronometern, die in verschiedenen Fachbüchern publiziert wurden. Beruflich stand er „mit den bekanntesten Fachleuten seiner Zeit“ im Briefwechsel. Er war maßgeblicher Begründer des Leipziger Uhrmachergehilfenvereins und dessen Ehrenmitglied ebenso wie beim Dresdner Uhrmachergehilfenverein Chronologia.
Im Alter von 63 Jahren erkrankte Rosenkranz im Oktober 1915 an den Folgen einer Erkältung erstmals schwer, erlitt im Januar des Folgejahres erneut eine Erkältung sowie einen Herzanfall und starb im Krankenbett am 25. Februar 1916 „in den Armen seiner Gattin.“ Er wurde vier Tage darauf auf dem Gertraudenfriedhof in Halle während einer schlicht gehaltenen Beerdigungs-Zeremonie beigesetzt. Zahlreiche Blumenspenden und Kränze mit Widmungsschleifen von Vertretern der Branche wie der Deutschen Uhrmacherschule in Glashütte, dem Deutschen Uhrmacherbund, dem Konkurrenzblatt Deutsche Uhrmacher-Zeitung, verschiedenen Kollegen aus Leipzig, dem Leipziger Uhrmachergehilfenverein und anderen zeugten jedoch von dem auch überregionalen Renommee des zu Lebzeiten allgemein als zurückhaltend und „bescheiden“ wahrgenommenen Uhrmachers.